# Food for Life

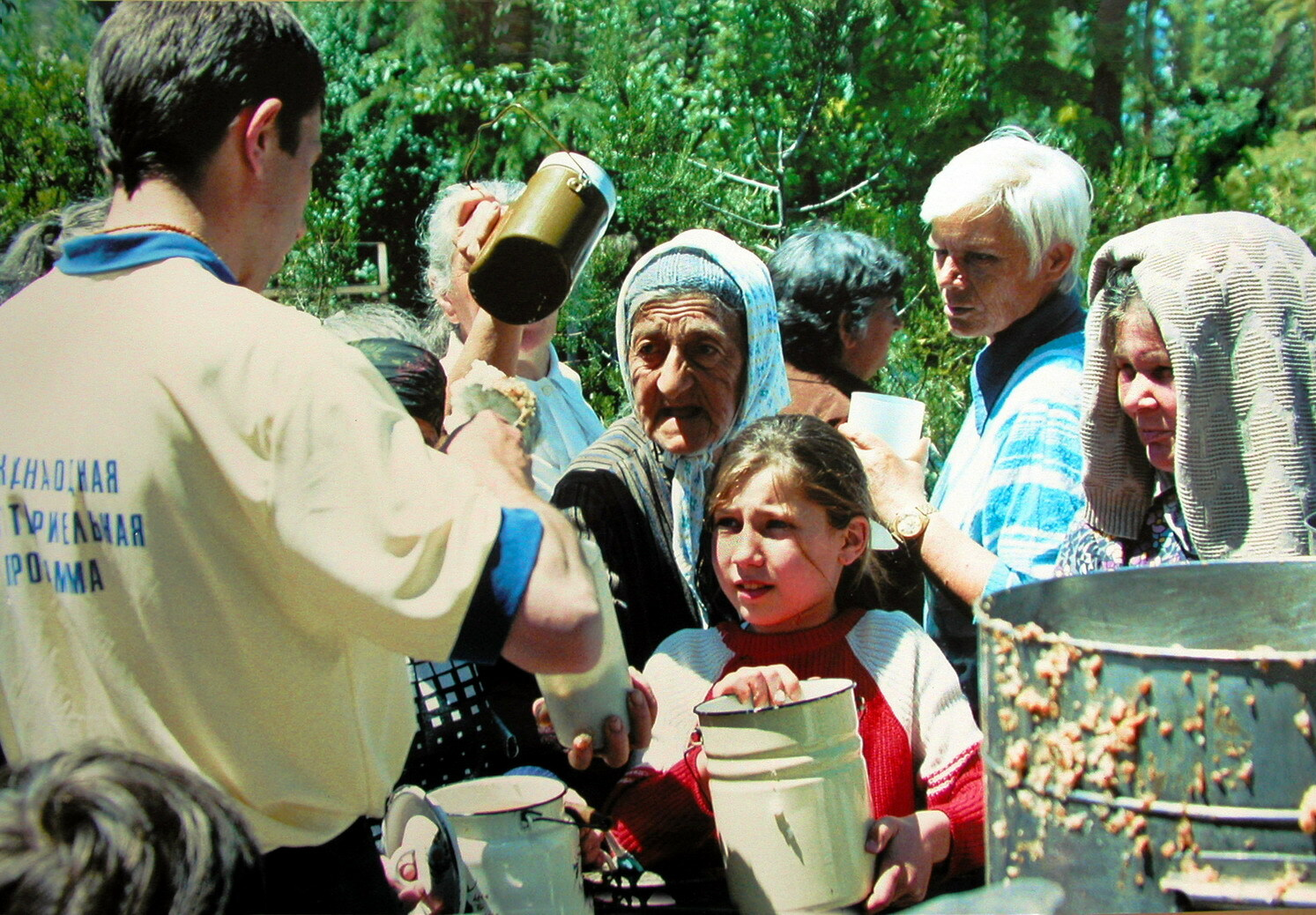
Miembro de Food for Life Rusia repartiendo comida.

Alimentos para la Vida (en inglés, Food for Life) es una organización dependiente de los Hare Krishna. Se considera la mayor asociación vegetariana  sin ánimo de lucro de distribución de comida del mundo, con proyectos en más de 60 países, según sus propias fuentes.
Sus voluntarios sirven más de un millón de comidas gratuitas al día en variedad de maneras, incluyendo: furgonetas con comida sirviendo a los sin hogar en las principales ciudades del mundo, la comida de la hora del almuerzo para niños pobres en la India; y también en respuesta a grandes desastres naturales, como el Terremoto del Océano Índico de 2004.
Con raíces en la India, el proyecto Food for Life es un revival modernos de la antigua cultura de la hospitalidad védica, con su creencia en la igualdad de todos los seres. Se concibió y comenzó por la Asociación Internacional para la Conciencia de Krishna en 1974 y por ello, es comúnmente conocido como Hare Krishna Food for Life. Ha sido encomiada por el New York Times y el Comité Internacional de Rescate (entre otros) por sus esfuerzos de socorro en todo el mundo.

## Historia
Food for Life como proyecto fue inicialmente inspirado por el fundador de ISKCON (Hare Krishnas), el anciano suami indio A. C. Bhaktivedanta Swami Prabhupada. En 1974 cuando vio un grupo de niños de un pueblo luchando con los perros por los restos de comida, sintió un gran malestar y dijo a sus discípulos: "Nadie dentro del espacio a diez millas de un templo debe pasar hambre... quiero que de inmediato empecéis a servir alimentos’’.
En respuesta a su petición, miembros de ISKCON de todo el mundo se inspiraron en expandir el esfuerzo original en una red mundial de cocinas, cafeterías, furgonetas y servicios móviles, todos proveyendo comida gratuita, y estableciendo rutas de reparto diarias en muchas grandes ciudades del mundo.

## Socorro en casos de desastre

### Sitio de Sarajevo
En la zona de guerra de Sarajevo (en Bosnia y Herzegovina), los voluntarios visitaron los orfanatos, asilos de ancianos, hospitales, institutos para niños discapacitados, centros de acogida y sótano en el día a día a lo largo de tres años de conflicto armado. Los hare krishna estiman que desde 1992 distribuyeron unas 20 toneladas de comida.[cita requerida]

### Guerra de Chechenia
Según un artículo del New York Times de fecha 12 de diciembre de 1995, en Chechenia los Hare Krishna tenían “una reputación como la que la Madre Teresa tenía en Calcuta: no es difícil encontrar personas que juran que son santos”.

### Tsunami de 2004
Alimentos para la Vida fue el primer organismo de ayuda alimentaria que respondió al desastre originado por el terremoto del Océano Índico de 2004.[cita requerida]
En la misma tarde la gran impacto del tsunami, monjes hare krishna del templo de Chennai (India), estaban preparando su festividad semanal vegetariana del domingo, cuando escucharon de la catástrofe. Inmediatamente corrieron a las zonas más afectadas en la costa sureste de la India y comenzaron a servir a miles de personas con sus vegetales con curry preparados. Durante los siguientes seis meses, Food for Life en Sri Lanka, India, Europa, EE. UU. y Australia proporcionaron más de 350.000 comidas recién cocinadas, junto con atención médica, agua, ropa y refugio para los niños en el orfanato ISKCON en Colombo, el Bhaktivedanta Children's Home Archivado el 21 de octubre de 2020 en Wayback Machine..

### Huracán Katrina
Los harekrishnas estadounidenses respondieron al desastre del huracán Katrina a finales de agosto de 2005 proveyendo comida a las familias realojadas en Misisipi y Texas. Diariamente sirvieron hasta 800 comidas.[cita requerida]

### Terremoto en Pakistán
Voluntarios de Jammu, Amritsar, Nueva Delhi y Haridwar se unieron para prestar socorro a las víctimas del terremoto de Cachemira de 2005 en Pakistán. Trabajo desde un templo de ISKCON en Udhampur, que estaba dentro de la zona afectada por el terremoto, los voluntarios cargaron de camiones con agua potable, arroz, pan, y mantas.[cita requerida]